# Jamie Ward
Jamie John Ward (ur. 12 maja 1986 w Solihull) – północnoirlandzki piłkarz występujący na pozycji napastnika w angielskim klubie Charlton Athletic oraz w reprezentacji Irlandii Północnej. Wychowanek Aston Villi, w swojej karierze grał także w takich klubach, jak Stockport County, Torquay United, Chesterfield, Sheffield United, Derby County oraz Nottingham Forest. Znalazł się w kadrze na Mistrzostwa Europy 2016.